# Kinesisk en
Kinesisk en (Juniperus chinensis) är en cypressväxtart som beskrevs av Carl von Linné. Kinesisk en ingår i släktet enar, och familjen cypressväxter. Arten förekommer odlad som trädgårds- och parkväxt i Sverige och andra länder samt är även populär som bonsai. Den fungerar som mellanvärd för päronrost (Gymnosporangium fuscum) och odling frånrådes därför.
Arten förekommer i östra Asien från östra Ryssland över Japan, Koreahalvön och Kina till Myanmar och Taiwan. Den växer i kulliga områden och i bergstrakter mellan 100 och 2700 meter över havet. Kinesisk en ingår i barrskogar och blandskogar. Några underarter hittas mellan klippor.
För beståndet är inga hot kända. IUCN kategoriserar arten globalt som livskraftig.

## Underarter
Arten delas in i följande underarter:
- J. c. chinensis
- J. c. sargentii
- J. c. tsukusiensis

## Bildgalleri

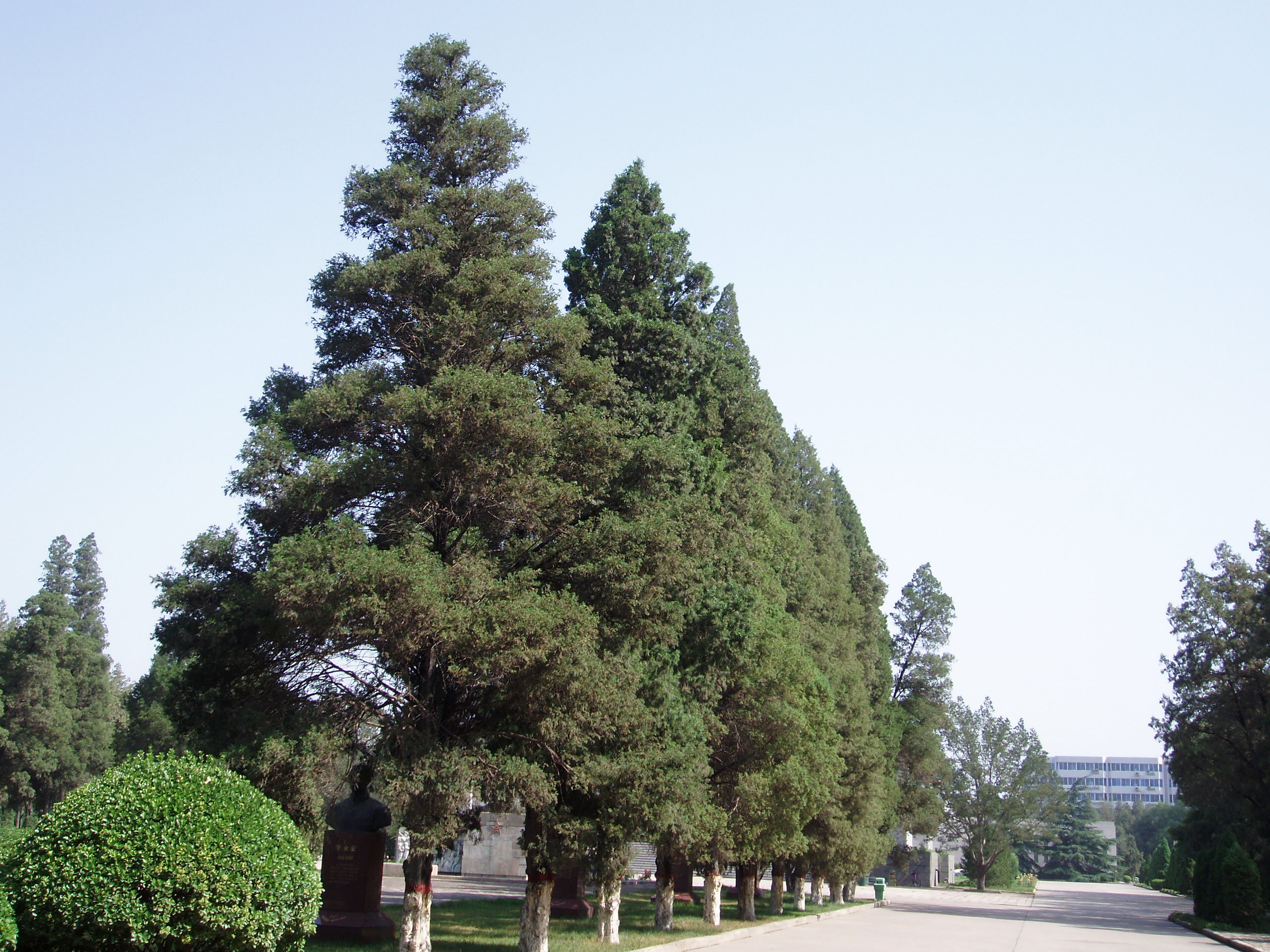
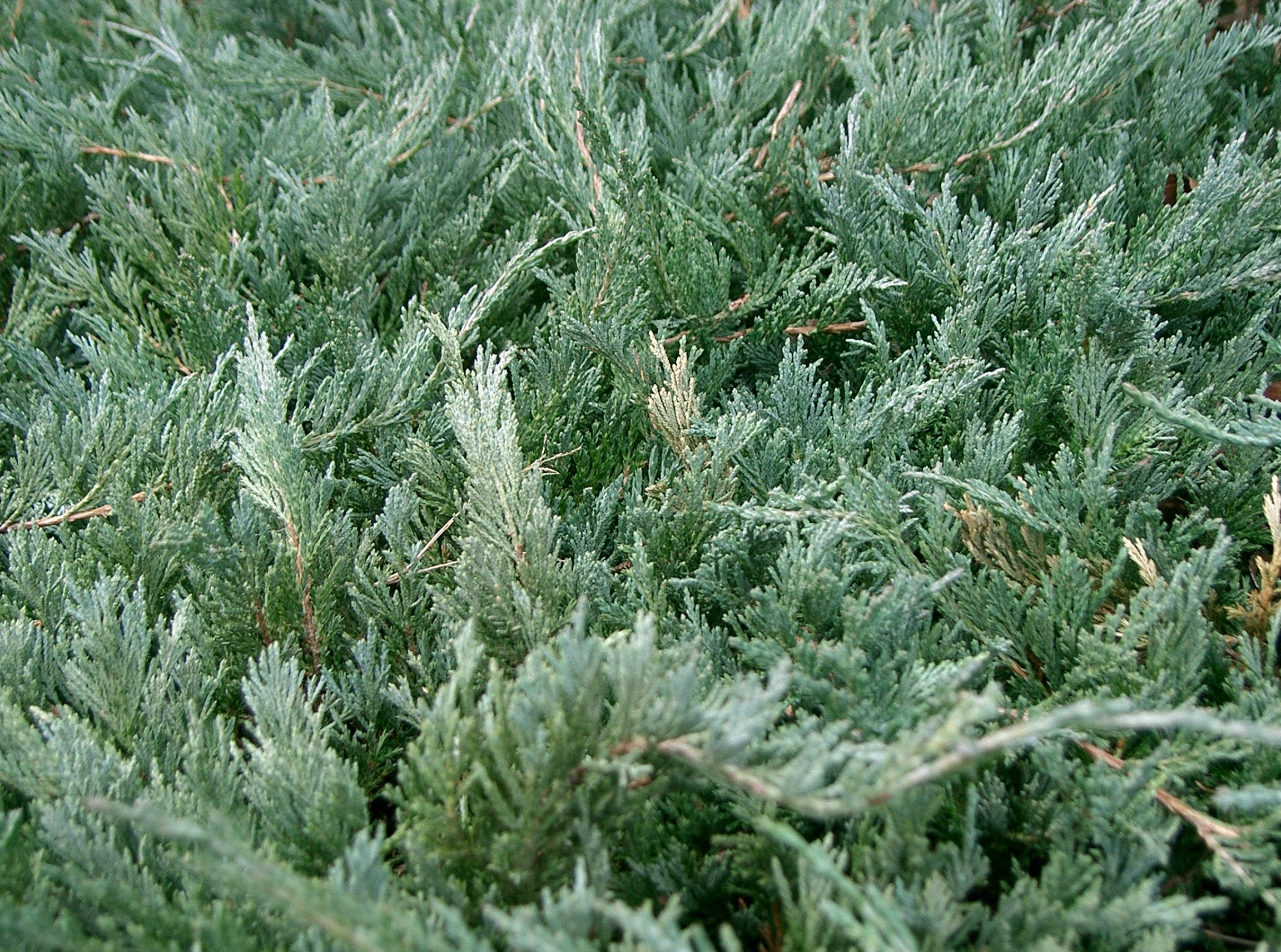
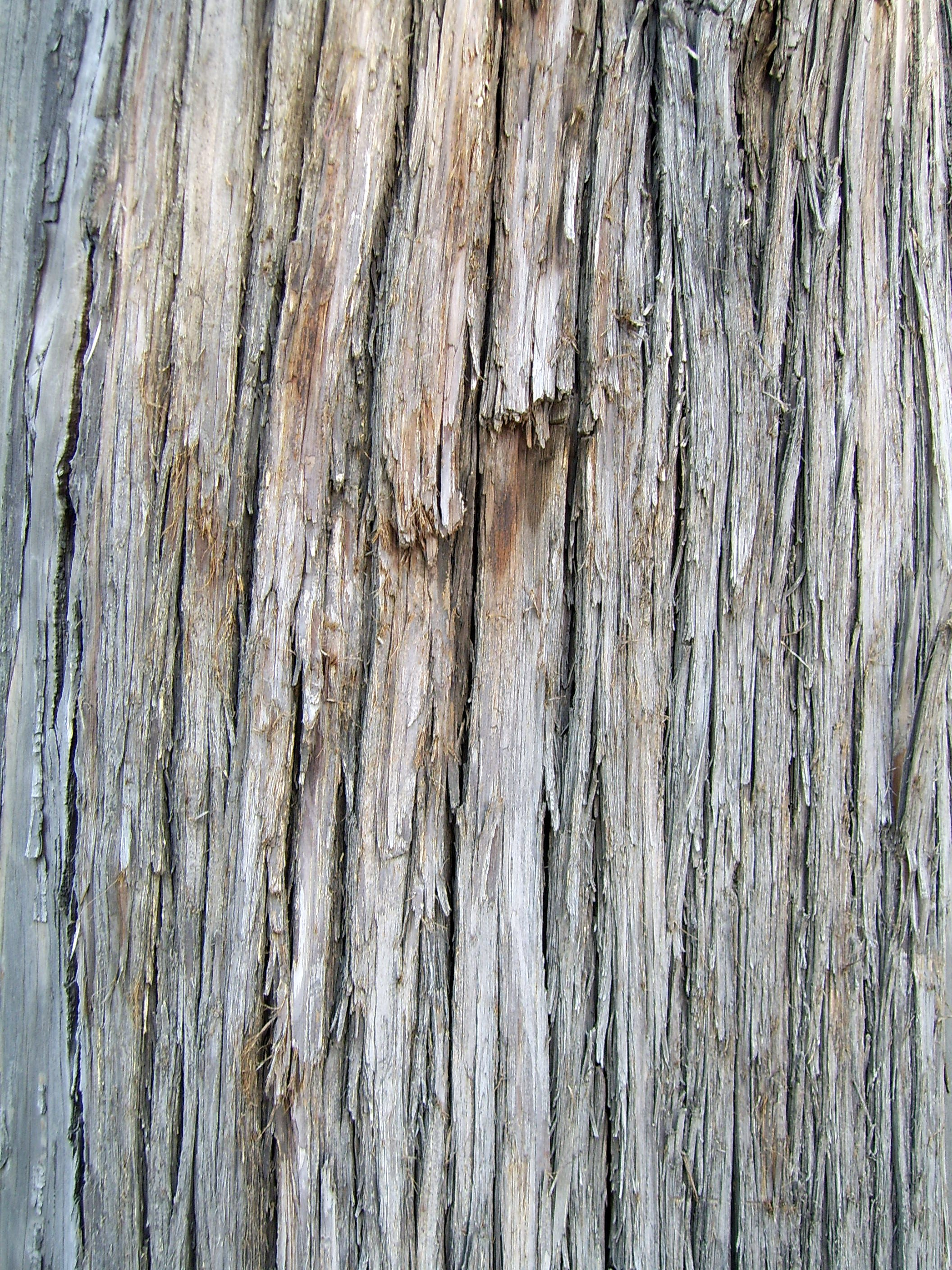
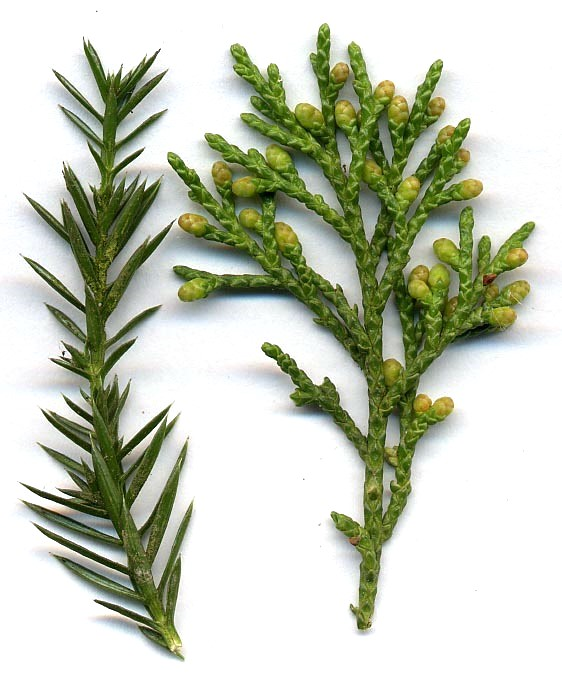
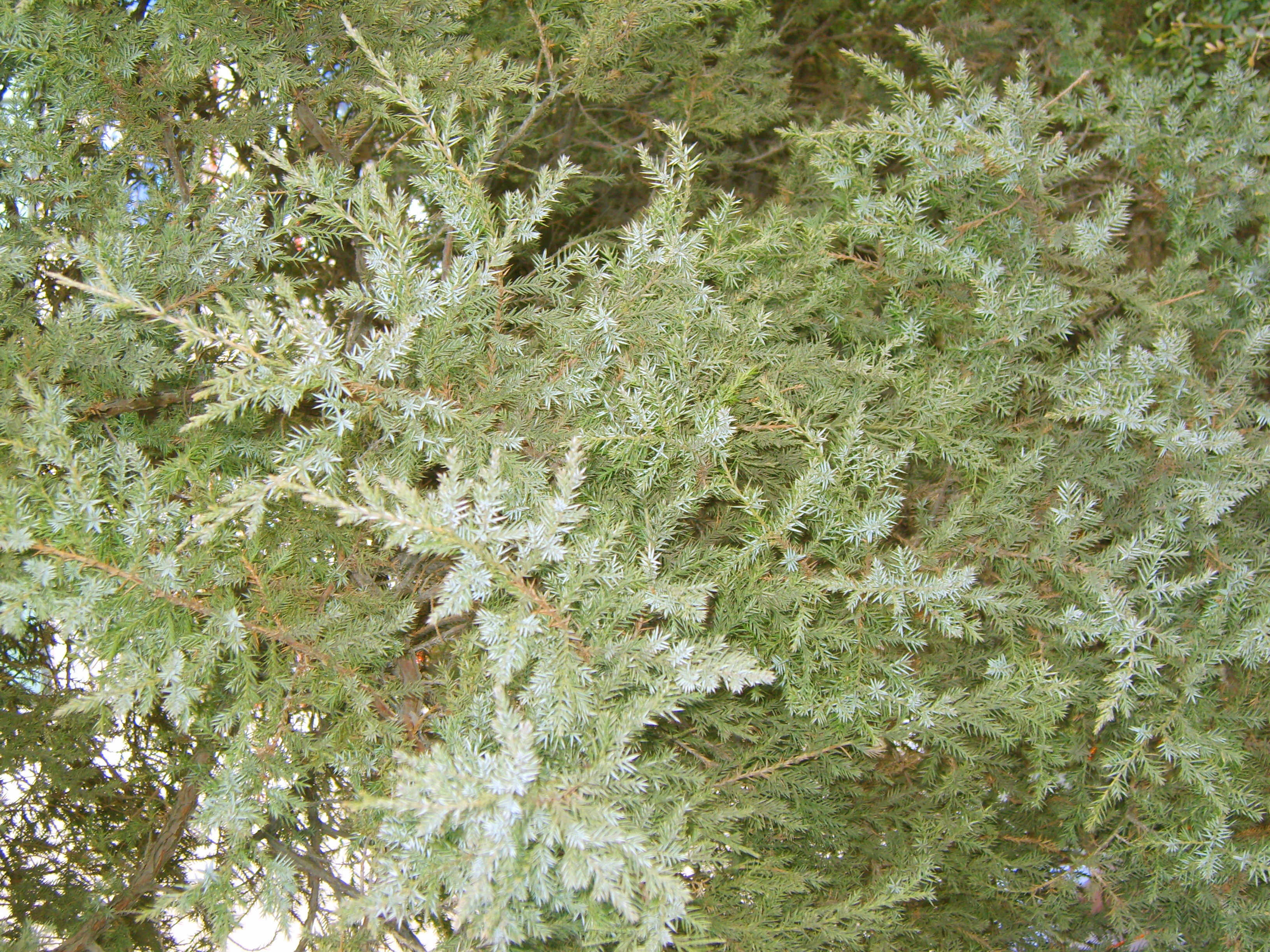
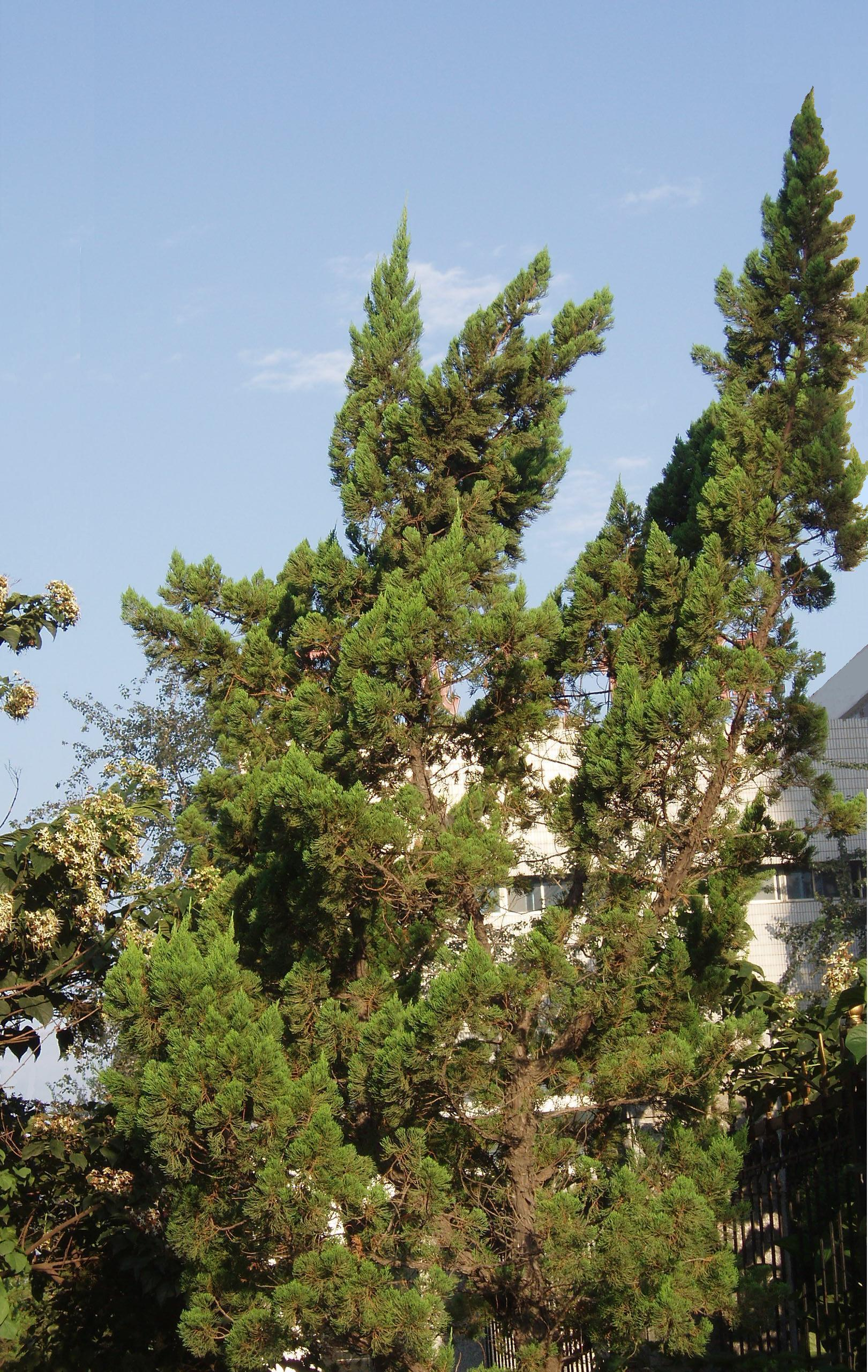